# Aveia
Aveia (łac. Dioecesis Avicensis) – stolica historycznej diecezji w Italii erygowanej w V wieku, a skasowanej w VI wieku.
Współczesne miasto Fossa znajduje się w prowincji Perugia we Włoszech, w Umbrii. Obecnie katolickie biskupstwo tytularne ustanowione w 2009 przez papieża Benedykta XVI.

## Biskupi tytularni
| Lp. | Biskup    | Funkcja                       | Od               | Do |
| --- | --------- | ----------------------------- | ---------------- | -- |
| 1   | Raúl Chau | biskup pomocniczy Limy (Peru) | 30 stycznia 2009 |    |